# VID (empresa de TV russa)
VID (Russo: ВИД), estilizado ВИD, literalmente "Visão"; sigla para Vzglyad i Drugiye, "perspectiva e os outros")  mais conhecido como VIDgital (Russo: ВИDgital), é uma produtora televisiva russa. Produz programas para o Canal Um, NTV e OTR. É notoriamente conhecido por produzir os programas de televisão Zhdi menya (russo: Жди меня, Espere por mim), destinados a ajudar as pessoas a encontrarem entes queridos e Pole Chudes (russo: Поле Чудес, Campo dos Milagres) que é uma versão russa  do popular gameshow Roda da Fortuna.